# تركي بن سعود الكبير

الملك عبد الله مع الأمير تركي بن سعود الكبير قبل وفاته عام 1417هـ

الأمير تركي بن سعود الكبير بن عبد العزيز بن سعود آل سعود ولد في مدينة الرياض عام 1360هـ، نشأ مثل أجياله من الأسرة الحاكمة في كنف والده الأمير سعود الكبير.  

## حياته العلمية
درس وتعلم في مدارس الأمراء بمدينة الرياض وانتقل وهو في الـ 20 من عمره إلى مدارس المملكة المتحدة. حيث درس في لندن ما يقارب 3 سنوات.

## عائلته
والدته
هياء بنت شبيب بن خدعان العزة السبيعي

### زوجاته
- موضي بنت فهيد بن دهيمان السبيعي. والدة الأمير سعود، والأميرة الجوهرة.
- هيا بنت محمد بن وقيان. والدة الأمير فيصل، الأمير محمد، الأمير سلطان (متوفى[3]) الأميرة مها، الأميرة نوف، الأميرة عبير، الأميرة موضي، الأميرة منيرة، والأميرة مشاعل.[4]
- عمشاء بنت فيصل أبوثنين. والدة الأمير فهد (متوفى).[5]
- الجوهرة بنت محمد بن عواد. والدة الأمير عبد العزيز.[6]
- لجعة بنت مشعل بن حثلين. والدة الأميرة مضاوي.
- بنت محمد الفيصل الجربا (مطلقة)، لم تنجب.
- بنت بندر بن فيصل الدويش (مطلقة)، لم تنجب.
- بنت ابن مجفل (مطلقة)، لم تنجب.
- سارة بنت ناصر بن نها العامري السبيعي (مطلقة)، لم تنجب.

### الأبناء
- الأمير سعود بن تركي بن سعود الكبير.
- الأمير فيصل بن تركي بن سعود الكبير متزوج من الأميرة الجوهرة بنت سعود بن محمد ولها من الأبناء الأمير سعود ، الأميرة رسيس ، الأميرة نوف (متزوجة من الأمير سلطان بن سعود بن خالد بن محمد) ، الاميرة لمى ، الأميرة صبا .
- الأمير محمد بن تركي بن سعود الكبير.
- الأمير سلطان بن تركي بن سعود الكبير (توفي عام 2015).[3]
- الأمير فهد بن بن تركي بن سعود الكبير (توفي عام 2001).[5]
- الأمير عبد العزيز بن تركي بن سعود الكبير.

البنات
- الأميرة الجوهرة بنت تركي بن سعود الكبير. متزوجة من الأمير بدر بن فهد بن سعود الكبير .
- الأميرة مها بنت تركي بن سعود الكبير.
- الأميرة نوف بنت تركي بن سعود الكبير.
- الأميرة عبير بنت تركي بن سعود الكبير.
- الأميرة موضي بنت تركي بن سعود الكبير.
- الأميرة منيرة بنت تركي بن سعود الكبير متزوجة من الأمير المنصور بن سعود بن محمد
- الأميرة مشاعل بنت تركي بن سعود الكبير.
- الأميرة مضاوي بنت تركي بن سعود الكبير.

وله كريمة متزوجة من الأمير ممدوح بن عبدالعزيز بن عبدالمحسن بن مشاري.

### إخوته
- الأمير سلطان بن سعود الكبير.
- الأمير محمد بن سعود الكبير (الملقب بـ شقران).
- الأمير عبد العزيز بن سعود الكبير.
- الأمير فهد بن سعود الكبير.
- الأمير عبد الرحمن بن سعود الكبير.
- الأمير الشاعر خالد بن سعود الكبير.
- الأميرة حصة بنت سعود الكبير.
- الأميرة الجوهرة بنت سعود الكبير.
- الأميرة منيرة بنت سعود الكبير.
- الأميرة موضي بنت سعود الكبير.
- الأميرة سارة بنت سعود الكبير.
- الأميرة العنود بنت سعود الكبير.

## الأنشطة الإجتماعية
عرف عن الأمير تركي عشقه للبادية وسلالة الإبل وسباقات الهجن وسباقات الراجلة  وتشجيعه لها والمحافظة عليها ليبقى ماثلاً للأبناء وللأجيال القادمة، والمهرجانات والمسابقات.

## وفاته
توفي الأمير تركي بن سعود الكبير عام 1417هـ، في مدينة لندن في المملكة المتحدة إثر عملية جراحية في القلب وصلى عليه في جامع الإمام تركي بن عبد الله ودفن في مقبرة العود.